# Máté György
Máté György, született Politzer György Bernát Fülöp (Budapest, Terézváros, 1913. január 2. – Budapest, 1990. december 14.) író, újságíró, Rózsa Ferenc-díjas (1966).

## Élete
Politzer József kereskedő és Freund Erzsébet gyermekeként született zsidó családban. Középiskolai tanulmányait szülővárosában végezte, majd gyári alkalmazottként dolgozott.
1935-ben belépett a Kommunisták Magyarországi Pártjába. Részt vett az illegális Szabad Nép megalapításában.1942-ben  Schönherz Zoltán és társai perében tíz évi fogházbüntetésre ítélték.
1944-ben megszökött a börtönből, részt vett Budapesten az ellenállási mozgalomban. 1945-től a Magyar Kommunista Párt KV agitációs-propaganda osztályának alosztályvezetőjeként működött.
1946–1950 között a Szabad Nép munkatársa, 1950 és 1953 között, illetve 1956-ban a Magyar Írók Szövetségének párttitkára volt. 
Ebbéli minőségében jelentette fel Faludy Györgyöt:
„Az Államvédelmi Hatóságnak, Péter Gábor altábornagy elvtársnak, Budapest, VI. Andrássy út 60. Tegnap alkalmam nyílt Faludy Györggyel elbeszélgetnem. Azonnal megállapítottam, hogy imperialista ügynök. Sürgős intézkedést kérek. Szabadság! Máté György, a Magyar Írók Szövetsége párttitkára.”
- Faludy György: Pokolbéli víg napjaim.
https://konyvtar.dia.hu/html/muvek/FALUDY/faludy00690_kv.html
1953-tól a Béke és Szabadság, 1957–1958-ben az Érdekes Újság szerkesztőjeként, 1959-től 1973-ig a Népszabadság munkatársaként, majd főmunkatársaként dolgozott.
Megalakulásától kezdve tagja volt a Munkásőrségnek, a budapesti XI. kerületi zászlóaljban teljesített szolgálatot. 1964-ben a Népszabadság riportereként került ki Észak-Vietnámba, s az ott szerzett élményeiről beszámolt írásaiban.
1973-ban nyugdíjba vonult. 1973-tól Dél-Vietnamban a nemzetközi ellenőrző és felügyelő bizottság tagjaként részt vett annak munkájában.
Utolsó külföldi útján, 1978-ban Kambodzsában járt. Riportokat, karcolatokat, regényeket és dokumentumkönyveket írt.
A Farkasréti temetőben helyezték végső nyugalomra. Temetésen a Népszabadság szerkesztőségének nevében Karcagi László főszerkesztő-helyettes, a Magyar Újságíró Szövetség nevében Ritter Aladár, míg a Magyar Ellenállók és Antifasiszták Szövetsége nevében Szigetvári Miklós búcsúzott az elhunyttól.

## Főbb művei
- Görbe tükör (szatírák, Budapest, 1949)
- A béke nevében (riportok, Budapest, 1950)
- Fénysugár : kis történetek a Párt illegális harcainak idejéből (Budapest, 1954)
- Úton-útfélen (riportok, Budapest, 1955)
- Szikrától lobban a láng. A magyar kommunista sajtó munkatársainak harca (Budapest, 1956)
- A Retezárok és más történetek. Ill. Erdei Sándor (elbeszélések, Budapest, 1957)
- Testvérek (Rózsa Richárd és Rózsa Ferenc élete, Budapest, 1958)
- A 7074-es (Gramsci életrajza, Budapest, 1958)
- Magyarország 1945-1960 (Baktai Ferenccel, Budapest, 1960)
- A Maghreb földjén (riportok, Budapest, 1961)
- Nem szentírás. Ill. Boromisza Zsolt. (humoreszkek, Budapest, 1961)
- Viharos üdülés. Ill. Réber László (szatírák, Budapest, 1961)
- Távirat éjfélkor. Ill. Boromisza Zsolt (regény, Budapest, 1962)
- Halima leveti fátylát : algériai képek (riportok, Budapest, 1963)
- Notesz. Ill. Hegedűs István (szatírák, Budapest, 1963)
- Csodaszer. Ill. Mészáros András (humoreszkek, Budapest, 1964)
- Fények a dzsungelben (tudósítások, Budapest, 1964)
- Föníciai bor. Ill. Mészáros András (szatírák, Budapest, 1964)
- Elég baj. Ill. Réber László (karcolatok, Budapest, 1965)
- Amerikaiak Dél-Vietnamban (tudósítás, Budapest, 1966)
- Partraszállás Sehol-szigeten. Ill. Morvai Endre (Budapest, 1966)
- Ki lehet bírni. Ill. Mészáros András (humoreszkek, Budapest, 1967
- Lyukkártya. Ill. Mészáros András (regény, Budapest, 1969)
- „Vörös jelek a hadak útján” (történelmi dokumentum, Budapest, 1969)
- Algéria (útikönyv, Budapest, 1971)
- A Párizsi Kommün 72 napja : történelmi napló (Budapest, 1971)
- Karthágó (Hahn Istvánnal, Budapest, 1972, 2. kiadás: Budapest, 1974)
- Vietnam : it happened in front of our very eyes (Budapest, 1973)
- Egyetlen Vietnam : a genfi egyezmény 20., a párizsi egyezmény 2. évfordulójára (Budapest, 1974, franciául és oroszul is megjelent)
- Ólom, rizs, heroin : Dél-vietnami napló (Budapest, 1975)
- Új március hírnöke : a tiltott magyar pártsajtó története 1917–1945 (Budapest, 1975)
- Rózsa Ferenc és a Szabad Nép / Összeállította és a tanulmányt írta Máté György. Közreadta a Magyar Újságírók Országos Szövetsége, Népszabadság Szerkesztősége. Oroszra Dalos Györgyné, angolra Kollár István fordította.
- Hűség és hűtlenség (történelmi dokumentum, Vida Ferenccel, Budapest, 1979)
- Viharsarok Ázsiában (tudósítás, Budapest, 1979)
- Vietnam (Budapest, 1979)
- Az ismeretlen Szahara (Budapest, 1980)
- Budapest szabad! (Budapest, 1980)
- Khmer gyermekeink. Írta és fényképezte. (Budapest, 1981, franciául és angolul is megjelent)
- Pol Pot (dokumentumok és visszaemlékezések, Budapest, 1982)
- A Nap verejtéke : Aranykönyv (Budapest, 1982)
- Kambodzsa tájfun után (Budapest, 1985)
- Mandarinok útja (visszaemlékezések, Budapest, 1985)
- Az ösvény (Budapest, 1987)
- A kambodzsai–magyar barátság gyermekváros (Budapest, 1989, angolul is megjelent)

## Díjai, elismerései
- Magyar Köztársasági Érdemérem ezüst fokozata (1948)[10]
- Munka Érdemrend (1963)[11]
- Rózsa Ferenc-díj (1966)
- Munka Érdemrend arany fokozata (1970; 1979)[12][13]
- A Munka Vörös Zászló Érdemrendje (1973)[14]
- Aranytoll (1979)
- Szocialista Magyarországért Érdemrend (1983)[15]